# كلارك جونسون
كلارك جونسون Clark Johnson (ولد عام 1954) هو ممثل ومخرج أمريكي علم في التلفاز والسينما. من أفلامه السينمائية التي أخرجها فيلم سوات عام 2003.

## روابط خارجية
- كلارك جونسون على موقع IMDb (الإنجليزية)
- كلارك جونسون على موقع ألو سيني (الفرنسية)
- كلارك جونسون على موقع ميوزك برينز (الإنجليزية)
- كلارك جونسون على موقع أول موفي (الإنجليزية)
- كلارك جونسون على موقع بوكس أوفيس موجو (الإنجليزية)
- كلارك جونسون على موقع قاعدة بيانات الأفلام السويدية (السويدية)
- كلارك جونسون على موقع إن إن دي بي (الإنجليزية)
- كلارك جونسون على موقع قاعدة بيانات الفيلم (الإنجليزية)
- كلارك جونسون على موقع كينوبويسك (الروسية)